# Hack-a-player

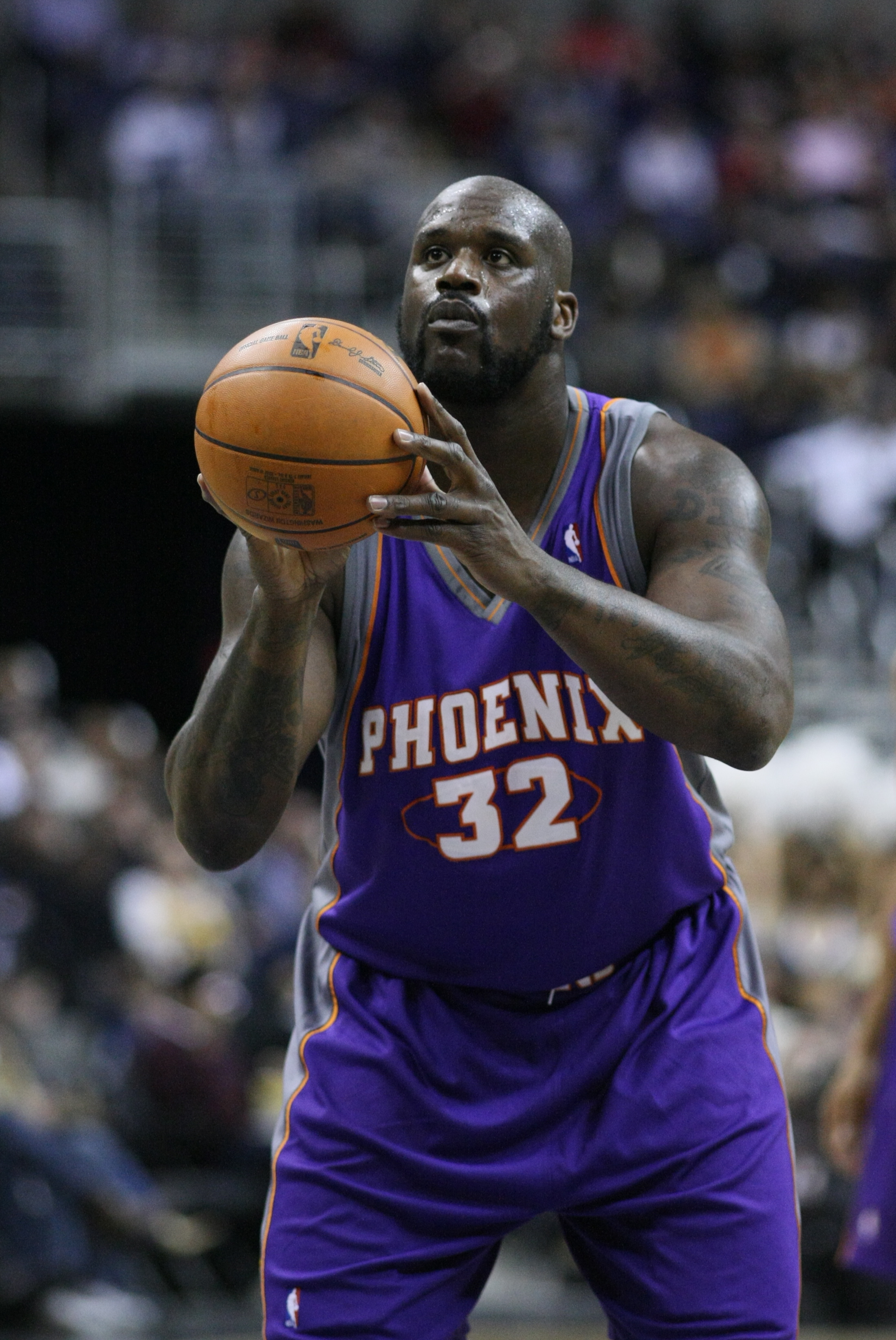
Le hack-a-player a notamment été utilisé contre Shaquille O'Neal, connu pour sa maladresse aux lancers francs. On parle alors de hack-a-Shaq.

Le hack-a-player, également connu sous l'appellation hack-a-Shaq (car appliquée à de nombreuses reprises contre Shaquille O'Neal) ou encore hacking, est une stratégie de jeu utilisée au basket-ball. Elle consiste à commettre intentionnellement une faute  sur un joueur choisi pour ses faibles capacités au lancer franc, afin de briser la dynamique offensive de son équipe et de pouvoir récupérer la balle au rebond, son échec au lancer étant probable. 
Le hack-a-player a été mis au point à la fin des années 1990 par Don Nelson, ancien entraîneur des Mavericks de Dallas, et fut dans un premier temps utilisé contre l'ailier des Bulls de Chicago Dennis Rodman. La technique est restée célèbre pour avoir été appliquée au pivot Shaquille O'Neal, connu pour son faible pourcentage de réussite au tir ; on parla alors de « hack-a-Shaq ». Le nom de la stratégie est adapté en fonction du joueur à laquelle elle s'applique (« hack-a-Howard » pour Dwight Howard, par exemple).
Le hack-a-player est fréquemment utilisé en NBA, notamment par Gregg Popovich, l'entraineur des Spurs de San Antonio. Il s'applique essentiellement à des intérieurs réputés pour leur maladresse, tels qu'Andre Drummond, Dwight Howard ou DeAndre Jordan. En février 2016, la NBA décide de l'élaboration future d'une règlementation du hack-a-player, devant l'explosion de l'utilisation de cette pratique. 

## Nom
Le terme de hack-a-player provient de l'argot du streetball américain « hack », qui désigne une faute personnelle. Le nom employé varie en fonction du joueur à l'encontre duquel la tactique est utilisée (« hack-a-Jordan », « hack-a-Howard », « hack-a-Drummond »...), mais elle est encore fréquemment appelée « hack-a-Shaq », dans la mesure où Shaquille O'Neal en fut la principale victime. 
L'expression « hack-a-Shaq » est apparue durant la carrière universitaire d'O'Neal à Louisiana State University, puis à ses débuts en NBA au Magic d'Orlando. Au départ, elle désignait uniquement le fait de pratiquer une défense agressive sur le joueur. Certaines équipes n'hésitaient pas à pousser voire frapper O'Neal lorsqu'il était en possession de la balle afin de l'empêcher de tirer ou dunker. En raison de sa faible réussite aux lancers francs, les équipes adverses ne craignaient guère que celui-ci inscrive des points à la suite des fautes. Le terme de « hack-a-Shaq » a par la suite désigné la stratégie mise au point par Don Nelson, qui consiste à faire faute sur O'Neal même lorsqu'il n'a pas la balle en main.

## Technique
Le hack-a-player est une stratégie défensive qui consiste à effectuer une faute personnelle sur un attaquant réputé pour sa faible réussite aux lancers francs, que celui-ci ait la balle en main ou non. Ces fautes sont généralement effectuées de manière grossière : en touchant le dos ou le bras de l'adversaire, voire en attrapant son maillot ou même en lui sautant dessus. Ceci permet d'arrêter l'horloge et d'envoyer le joueur en question sur la ligne des lancers francs, en pariant sur sa maladresse. L'équipe adverse brise ainsi la dynamique offensive de ses concurrents et dispose d'une occasion de récupérer la balle au rebond. La technique est généralement utilisée par l'équipe menée au score, afin d'augmenter son nombre de possessions offensives et revenir ainsi dans la partie.

## Histoire

### Invention
La technique avait déjà été utilisée sous une forme différente contre Wilt Chamberlain dans les années 1960. À la fin des années 1990, Don Nelson l'adapte et fait effectuer des fautes à ses joueurs sur des adversaires sans le ballon choisis pour leur maladresse aux lancers francs. Les intérieurs Dennis Rodman et Ben Wallace en sont  alors les principales cibles.

### Le «Hack-a-Shaq»
Shaquille O'Neal, dont les très grandes mains l'empêchent d'avoir un geste efficace pour tirer d'aussi loin, est représentatif de ces difficultés. Sa maladresse en début de carrière est telle qu'à la fin des années 1990, une tactique de défense est mise en place pour le stopper : le « Hack-a-Shaq », technique qui consiste à faire des fautes sur lui de manière systématique avant de lui permettre de dunker. Malgré son faible pourcentage (52 % en carrière à l'issue de la saison 2009-2010), O'Neal est un des joueurs ayant marqué le plus de lancers-francs dans l'histoire de la NBA. Proche de la fin de carrière, il améliore ses statistiques dans ce domaine en 2008-2009, expliquant cette progression à un retour à sa technique de lancer qu'il pratiquait au lycée. 

### Banalisation de la technique

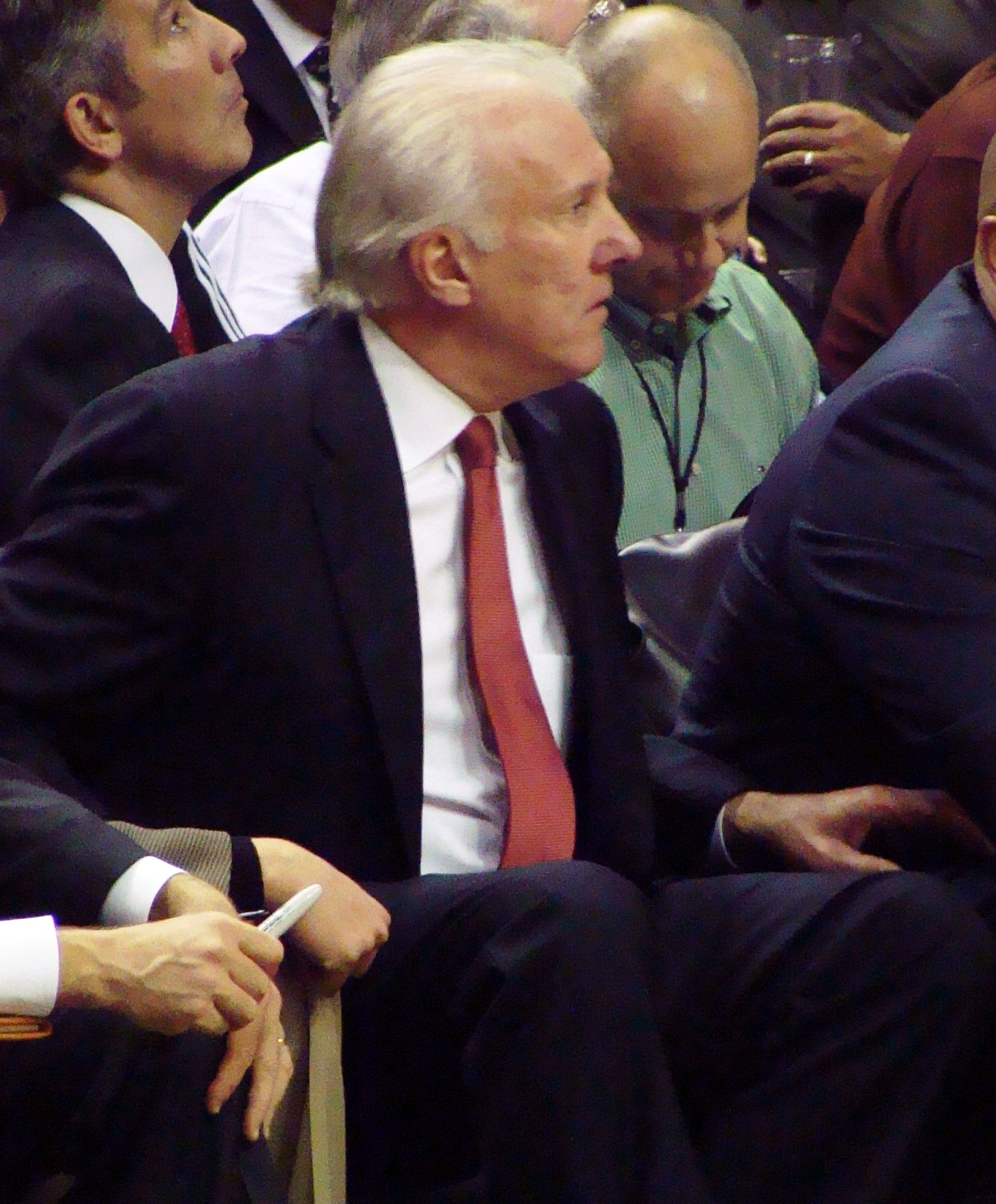
L'entraineur des Spurs de San Antonio Gregg Popovich. Bien qu'opposé au maintien du hack-a-player, il est l'un des principaux utilisateurs de cette stratégie.

L'entraineur des Lakers Mike D'Antoni pratique la même tactique en novembre 2013 face à Dwight Howard, qui ne réussit que cinq lancers francs sur 16 avec plusieurs échecs dans le money time, permettant aux Lakers de s’imposer 99-98. Celui des Spurs, Gregg Popovich, pratique aussi la même tactique face à DeAndre Jordan, notamment lors des play-offs 2015. 76 % des fautes intentionnelles de la saison régulière et des playoffs 2015 sont concentrées sur seulement cinq joueurs (Dwight Howard, Josh Smith, Andre Drummond, Joey Dorsey et DeAndre Jordan, ce dernier concentrant moitié de ces fautes intentionnelles). Lors de la saison 2015-2016, l'utilisation du hack-a-player croît de manière rapide : à la mi-saison, 223 fautes volontaires ont été commises, soit 59 de plus que durant toute la saison précédente. 
Le 30 novembre 2015, DeAndre Jordan fait l'objet de 36 fautes intentionnelles, et rate 23 de ses lancers francs.

## Projets d'interdiction
La pratique fait l'objet de contestations et est accusée de nuire au spectacle : la fluidité du jeu est remise en cause. Gregg Popovich déclare ainsi : « Il faut l’avouer, c’est tout de même très moche [...] Personnellement, je ne me sens pas mal à l’aise d’avoir utilisé cette stratégie. Si quelqu’un a une faiblesse, c’est à nous de savoir l’exploiter ». Il porte la même appréciation en février 2016 : « Vous voulez que j’arrête ? Apprenez alors à shooter des lancers. D’un côté, on déteste faire ça mais dans le même temps, il faut profiter des faiblesses de l’autre équipe. » En mai 2015, les general managers examinent cette question. Certains, comme Mark Cuban, défendent l'utilisation du hack-a-player, mais, faute de consensus, la règle n'est pas modifiée. Le joueur Tayshaun Prince qualifie quant à lui la technique de « manque de respect envers ses propres joueurs. En gros, cela revient à dire qu'ils ne pouvaient pas défendre sur nous ». 
Partagé sur la question, le commissaire de la NBA Adam Silver ne souhaitait pas abolir la pratique : « J’ai fait des réunions avec certains des plus grands joueurs de l’histoire tels que Michael Jordan ou Larry Bird qui disent que les joueurs devraient apprendre à rentrer leur lancers-francs et que cela fait partie du jeu. Dans le même temps, ça n’en fait pas un grand spectacle télévisuel, et je suis donc partagé ». En octobre 2015, il déclare que « la NBA ne va pas changer son règlement pour deux joueurs »,. Toutefois, la position de la NBA évolue : en février 2016, les équipes sont informées par la direction de la ligue que des mesures provisoires pourraient être prises pour règlementer l'usage du hacking, en l'attente d'une refonte du règlement. 